# Эшийе
Эшийе́ (фр. Échillais) — коммуна во Франции, находится в регионе Пуату — Шаранта. Департамент коммуны — Шаранта Приморская. Входит в состав кантона Сент-Аньян. Округ коммуны — Рошфор.
Код INSEE коммуны — 17146.

## Население
Население коммуны на 2010 год составляло 3314 человек.
| 1962 | 1968 | 1975 | 1982 | 1990 | 1999 | 2010 |
| ---- | ---- | ---- | ---- | ---- | ---- | ---- |
| 1297 | 1476 | 1847 | 2575 | 2672 | 2774 | 3314 |